# بروکسکات
بروکسکات یا مینارو یک زبان در خطر هند و آریایی است که توسط مردم بروکپا در بخش‌های پایینی دره ایندوس از منطقه لداخ و اطراف آن مکالمه می‌شود.
این زبان قدیمی‌ترین عضو زنده از زبان داردی است که انشعابی از زبان شینا می‌باشد؛ اما توسط سخنگویان به سایر لهجه‌های زبان شینا قابل درک نیست. این زبان تنها توسط ۲۸۵۸ نفر در لداخ و ۴۰۰ نفر در همسایگی در منطقه بلتستان، بخشی که در کشمیر توسط پاکستان اداره می‌شود، صحبت می‌شود.

## نمونه واژگان
| انگلیسی  | فارسی   | بروکسکات به خط لاتین | بروکسکات به خط فارسی | بروکسکات به بودییگ |
| -------- | ------- | -------------------- | -------------------- | ------------------ |
| Water    | آب      | wa                   | وا                   | ཝུའ་                |
| Fire     | آتش     | ghur                 | غور                  | གཱུར                 |
| Sun      | آفتاب   | Suri                 | سوری                 | སུརིའ་               |
| Moon     | ماه     | gyun                 | گیون                 | གྱུན                 |
| Mountain | کوهستان | chur                 | چور                  | ཆུར                 |
| Human    | انسان   | mush                 | موش                  | མུཤ                 |
| Land     | زمین    | bun                  | بان                  | བུན                 |
| Boy      | پسر     | byo                  | بیو                  | བྱོ                  |
| Girl     | دختر    | molay                | مولای                | མོལེའ་               |
| Baby     | عزیزم   | bubu                 | بوبو                 | བུའབུའ               |
| Knife    | چاقو    | cutter               | کاتر                 | ཀཊའར               |